# Fifteen

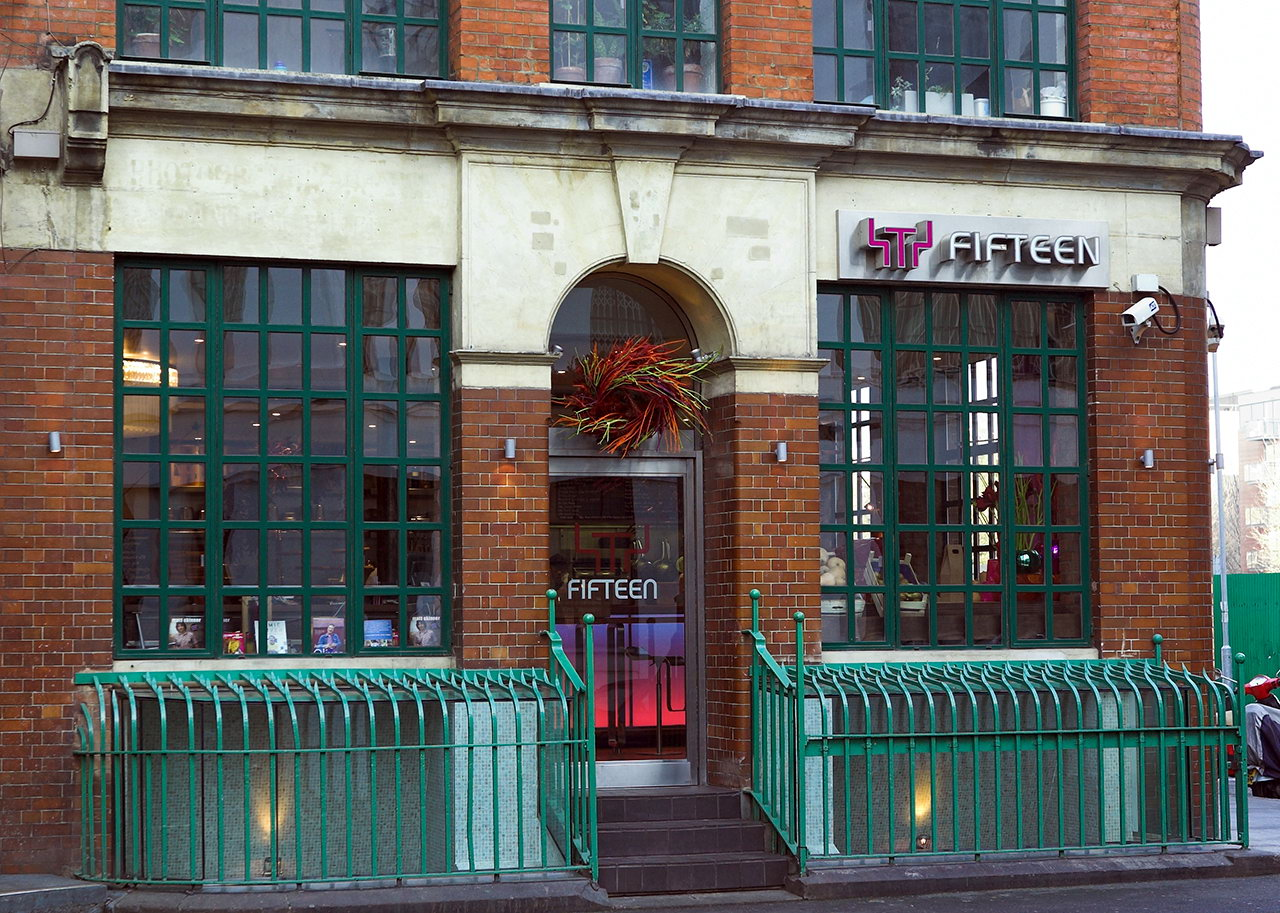
Fifteen.

Fifteen was de naam van drie restaurants in Londen, Amsterdam en Cornwall. De restaurants werden beheerd door de Fifteen Foundation. De eigenlijke vierde Fifteen te Melbourne werd beheerd door de stichting Fifteen Foundation Australia.

## Opleidingsprogramma
In de restaurants werden probleemjongeren opgeleid tot kok, met name jongeren die in aanraking waren gekomen met drugs of alcohol en werkeloos waren of zelfs dakloos. De Fifteen Foundation was verantwoordelijk voor het managen en ontwikkelen van het trainingsprogramma dat tot doel had de jongeren zelfvertrouwen te geven en om hen toekomstkansen te bieden in de horeca. 

## Financiën
De winst van de restaurants ging naar de Fifteen Foundation, die het geld gebruikte om de kosten te dekken van de opleiding van de koks, hun uniformen en kookgerei. Ook haalden de restaurants geld binnen voor de stichting via onder andere evenementen en donaties. Jamie Oliver schonk de opbrengsten van het zevende boek 'Kook met Jamie' aan de Fifteen Foundation.

## Vestigingen
Fifteen London opende zijn deuren in december 2002, en sloot in 2019. De officiële opening van Fifteen Amsterdam door Jamie Oliver vond plaats in december 2004, deze ging failliet in 2016. Fifteen Cornwall en Fifteen Melbourne gingen open in mei respectievelijk september 2006. Deze sloten eind 2019, respectievelijk begin 2020.

### Fifteen Amsterdam
Fifteen Amsterdam was gevestigd in het Pakhuis Amsterdam aan de Veemkade in het Oostelijk Havengebied. Hier werden jaarlijks zo’n vijftien tot twintig jongeren opgeleid. De opleiding was ontwikkeld in samenwerking met SEC, een in horecaopleidingen gespecialiseerd instituut verbonden aan het ROC Amsterdam. Aan de opleiding is een officieel erkend diploma verbonden. De leerlingen werden begeleid door een re-integratiebedrijf. Stichting Kookdroom, opgericht door Fifteen Amsterdam, ondersteunde de opleiding van de leerlingen financieel. Op 29 november 2016 verscheen het bericht dat de vestiging in Amsterdam failliet is.

### Brand Fifteen Melbourne
Op 6 juni 2008 brandde Fifteen Melbourne geheel af, de brand bleek aangestoken door voormalig manager Kevin Stralow. De totale schade was meer dan een miljoen Australische dollars. Stralow bleek de brand te hebben gesticht om eerdere diefstallen, gepleegd om zijn gokschulden te kunnen betalen, te verhullen. Stralow werd schuldig bevonden en tot een gevangenisstraf van vijf en een half jaar veroordeeld. Fifteen Melbourne ging na een heropbouw verder als The Kitchen Cat en heropende zijn deuren in januari 2011. The Kitchen Cat houdt hetzelfde concept als voorheen: kansarme jongeren opleiden en een kans geven zich te ontplooien in de horeca. Dit restaurant sloot weer in 2012.

## Media
In 2004 zond Net5 een docusoap uit over de leerlingen van Fifteen Amsterdam. In acht afleveringen waren de probleemjongeren te volgen.